# Chamaemyia stigmata
Chamaemyia stigmata är en tvåvingeart som beskrevs av Tanasijtshuk 1979. Chamaemyia stigmata ingår i släktet Chamaemyia och familjen markflugor. Inga underarter finns listade i Catalogue of Life.